# Vulturești, Argeș
Vulturești este satul de reședință al comunei cu același nume din județul Argeș, Muntenia, România.
Satul este pe malul râului Argeșel.